# 警備業法
警備業法（けいびぎょうほう、昭和47年7月5日法律第117号）は、警備業（警備を事業として営むこと、またそれをしようとする者）に関する日本の法律である。
主務官庁は、警察庁生活安全局生活安全企画課である。

## 構成
- 第1章 総則 （第1条～第2条）
- 第2章 警備業の認定等 （第3条～第13条）
- 第3章 警備業務 （第14条～第20条）
- 第4章 教育等 （第21条～第39条）
- 第5章 機械警備業 （第40条～第44条）
- 第6章 監督 （第45条～第51条）
- 第7章 雑則 （第52条～第55条）
- 第8章 罰則 （第56条～第60条）
- 附則

## 警備員の服装について
警察の服装と酷似していることは有名。警備業法制定以前は警備員の服装に関する規定がなく、警備会社が警察の放出品をボタンだけ付け替えて支給することもあった。
そのため見た目が紛らわしく、一般人が警察官と誤認して届け出た財布を警備員が着服した事件が実際に問題となったことから、第16条で公務員の制服と明確に識別することができる服装を用いなければならないことが明記されている。

## 欠格要件
警備業法第3条により警備業を営むことができない者は下記の通り。警備業は以下の欠格要件にあたらないという都道府県公安委員会の認定を受ける必要がある（法4条）。また、1.～7.に掲げる者と18歳未満の者は警備員になることも警備業務に従事することもできない（法14条）。
1. 破産手続き開始の決定を受けて復権を得ないもの
2. 拘禁刑以上の刑に処せられ、又はこの法律の規定に違反して罰金の刑に処せられ、その執行を終わり、又は執行を受けることがなくなつた日から起算して5年を経過しない者
3. 最近5年間に、この法律の規定、この法律に基づく命令の規定若しくは処分に違反し、又は警備業務に関し他の法令の規定に違反する重大な不正行為で国家公安委員会規則で定めるものをした者
4. 集団的に、又は常習的に暴力的不法行為その他の罪に当たる違法な行為で国家公安委員会規則で定めるものを行うおそれがあると認めるに足りる相当な理由がある者
5. 暴力団員による不当な行為の防止等に関する法律第12条若しくは第12条の6の規定による命令又は同法第12条の4第1項の規定による指示を受けた者であつて、当該命令又は指示を受けた日から起算して3年を経過しないもの
6. アルコール、麻薬、大麻、あへん又は覚醒剤の中毒者
7. 心身の障害により警備業務を適正に行うことができない者として国家公安委員会規則で定めるもの
8. 営業に関し成年と同一の行為能力を有しない未成年者。ただし、その者が警備業者の相続人であつて、その法定代理人が前各号及び第10号のいずれにも該当しない場合を除くものとする。
9. 営業所ごと及び当該営業所において取り扱う警備業務の区分（前条第１項各号の警備業務の区分をいう。以下同じ。）ごとに第22条第１項の警備員指導教育責任者を選任すると認められないことについて相当な理由がある者
10. 法人でその役員（業務を執行する社員、取締役、執行役又はこれらに準ずる者をいい、相談役、顧問その他いかなる名称を有する者であるかを問わず、法人に対し業務を執行する社員、取締役、執行役又はこれらに準ずる者と同等以上の支配力を有するものと認められる者を含む。）のうちに第1号から第7号までのいずれかに該当する者があるもの
11. 第4号に該当する者が出資、融資、取引その他の関係を通じてその事業活動に支配的な影響力を有する者

## 関連資格
- 警備員指導教育責任者
- 機械警備業務管理者
- 警備業務検定（＝警備員検定）